# La Londe
La Londe település Franciaországban, Seine-Maritime megyében. Lakosainak száma 2367 fő (2022. január 1.). La Londe Bosgouet, Grand-Bourgtheroulde, Saint-Ouen-de-Thouberville, Saint-Ouen-du-Tilleul, Elbeuf, Grand-Couronne, Moulineaux, Orival és Bosroumois községekkel határos.

## Népesség
A település népességének változása:
| Lakosok száma | 2275 | 2310 | 2389 | 2334 | 2346 | 2338 | 2351 | 2362 | 2367 |
|               | 2013 | 2015 | 2016 | 2017 | 2018 | 2019 | 2020 | 2021 | 2022 |